# Rhodoleia
Rhodoleia Champ. ex Hook. – rodzaj roślin należący do rodziny oczarowatych (Hamamelidaceae R. Br. in Abel). Obejmuje co najmniej 6 gatunków występujących naturalnie w Azji Wschodniej oraz Południowo-Wschodniej od chińskiej prowincji Junnan aż po indonezyjską wyspę Sumatrę.

## Systematyka
Pozycja systematyczna według APweb (aktualizowany system APG III z 2009)
Rodzaj ten należy do podrodziny Exbucklandoideae Harms w obrębie rodziny oczarowatych (Hamamelidaceae R. Br. in Abel) z rzędu skalnicowców (Saxifragales Dumort.).
Wykaz gatunków
- Rhodoleia championii Hook. f.
- Rhodoleia forrestii Chun ex Exell
- Rhodoleia henryi Tong
- Rhodoleia macrocarpa Hung T. Chang
- Rhodoleia parvipetala Tong
- Rhodoleia stenopetala Hung T. Chang